# Tsunamita

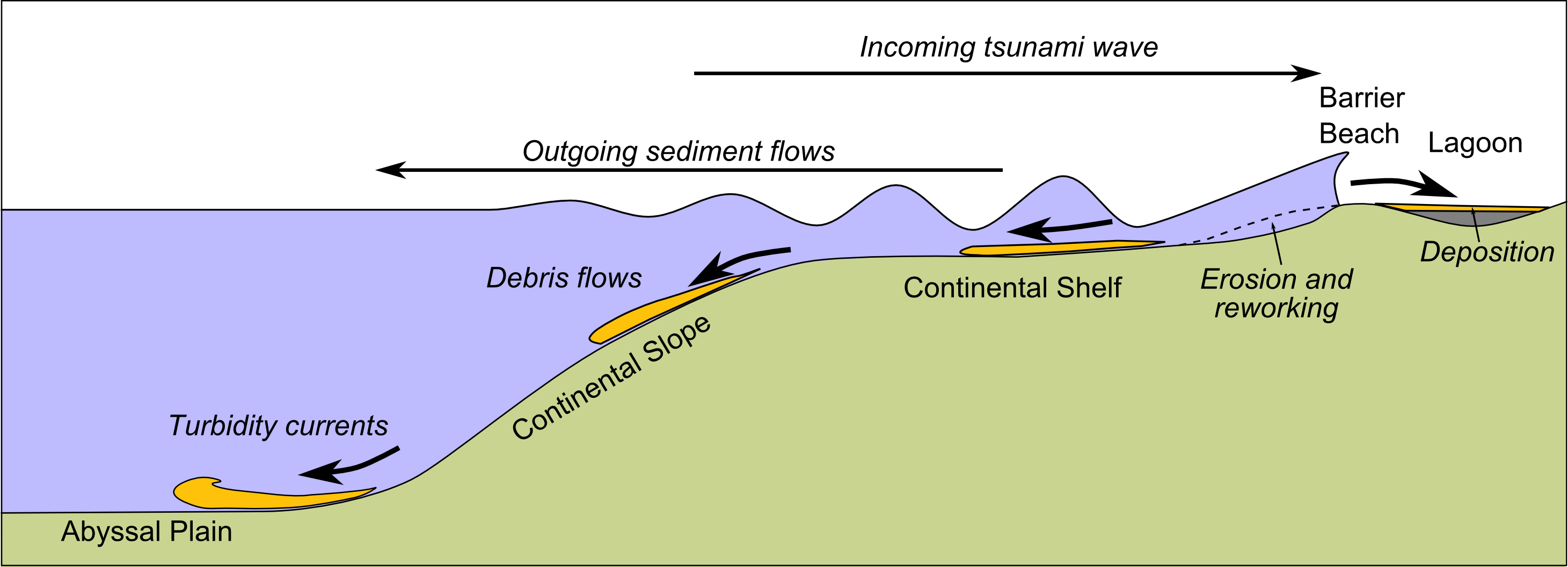
Lugares en los que pueden tener lugar depósitos de tsunamita tras los efectos de un tsunami.

Una tsunamita es un compuesto complejo arcilloso, similar a la arenisca, pero causada por grandes olas marinas. Aparecen con frecuencia en zonas con actividad sísmica causante de maremotos, pero también pueden aparecer por causa última de otros fenómenos sucedidos en el mar, como la caídas de meteoritos.

## Composición

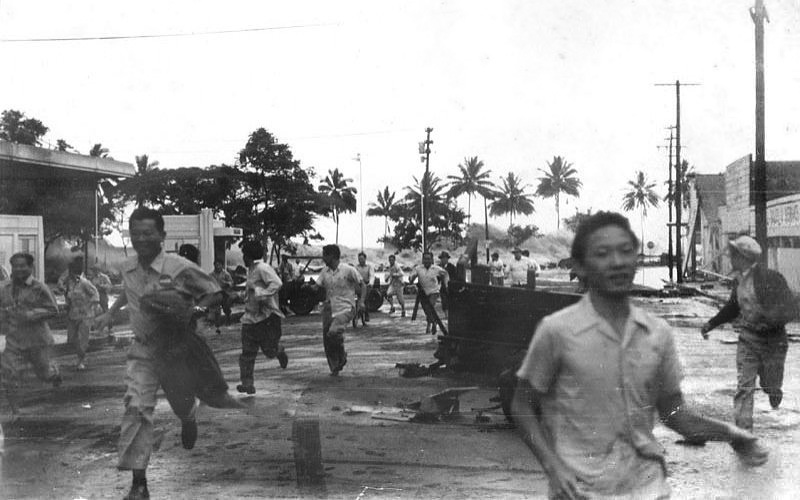
Gran ola penetrando en Hilo (Hawái), el 1 de abril de 1946. Un tsunami es un fenómeno de considerable energía cinética que discrimina poco los sedimentos arrastrados.

Las tsunamitas son compuestos arcillosos de aspecto parecido a las areniscas, pero más complejas al ser creadas por el arrastre de materiales diferentes en composición y tamaño.
Según recogen Abad de los Santos, Alonso Chaves y Barba Brioso (2008), investigadores japoneses han determinado que las tsunamitas se forman al unirse tres capas diferentes de sedimentos:
- Conchas y caparazones de crustáceos marinos.
- Arenas marinas.
- Depósitos de grandes bloques de piedras reunidos por acumulación o dispersión.

## Algunos aportes de las tsunamitas
Las tsunamitas son un testigo de la presencia de grandes olas, conocidas por la expresión japonesa tsunami. Por consiguiente, su presencia testifica la existencia de estos fenómenos en regiones que, debido a sus características geológicas o de otro tipo, no parecerían propensas a sufrir maremotos y tsunamis. Es el caso de Huelva, provincia ubicada en una zona de baja actividad sísmica, pero que ha sufrido al menos siete tsunamis catastróficos y otros tantos menores, según testifican Abad de los Santos, Alonso Chaves y Barba Brioso (2008).
Gracias a las tsunamitas encontradas en el río Brazos, en Texas, el geólogo canadiense Alan Hildebrand concluyó que aquella zona debió haber sido asolada por uno o más megatsunamis, los cuales debían haber tenido su origen varios cientos o miles de kilómetros al sur, en el mar Caribe. Así, gracias a las tsunamitas, se terminó de demostrar la localización del Impacto K/T.